# Robert de Haynin
Robert de Haynin (Wambrechies, 1613 - 10 december 1668) was de tiende bisschop van Brugge.

## Levensloop
Robert de Haynin werd geboren op het kasteel van Wambrechies bij Rijsel, als zoon van François de Haynin, heer van Hamelincourt en Wambrechies en van Florence d'Estourmel.
Hij studeerde bij de jezuïeten in Anchien en Marchienne en nadien aan de Universiteit van Dowaai waar hij in 1642 promoveerde tot licentiaat in de theologie en in de beide rechten.
In 1648 werd hij, ondertussen tot priester gewijd, proost van het Sint-Pieterskapittel in Kassel en werd van daar uit verkozen tot vertegenwoordiger van de geestelijkheid in de Raad van Vlaanderen.

## Bisschop van Brugge
In juli 1660 werd hij door Filips IV tot bisschop van Brugge benoemd. Die benoeming werd in december 1661 bekrachtigd en op 22 oktober 1662 werd hij in de Sint-Donaaskathedraal door aartsbisschop Andreas Creusen tot bisschop gewijd. Zijn bisschopsleuze luidde 'In Cruce gloria' (Roem aan het Kruis).
De Haynin was niet erg dynamisch, was vaak ziek en bleef ook maar kort op de bisschopszetel. Hij hield het hoofdzakelijk bij de organisatie van het bisdom zoals het door zijn voorgangers was op punt gesteld. Zo deed hij geen inspanningen om een seminarie op te richten en stuurde hij zijn seminaristen verder naar Dowaai of Leuven.
Toen hij stierf verbleef hij op het familiekasteel in Wambrechies.